# اتان پیج
اتان پیج (انگلیسی: Ethan Page؛ زادهٔ ۲۰ سپتامبر ۱۹۸۹) کشتی‌گیر کشتی حرفه‌ای اهل کانادا است.